# Песковатское
Песковатское — село в Суворовском районе Тульской области России. 
В рамках административно-территориального устройства является центром Песковатской сельской территории Суворовского района, в рамках организации местного самоуправления входит в Северо-Западное сельское поселение.

## География
Расположено на берегах реки Большая Вырка, в 90 км к западу от центра города Тулы и в 17 км к юго-западу от райцентра города Суворов. 

## Население
| 2002 | 2010 |
| ---- | ---- |
| 186  | ↗199 |

## Церковь
В селе находится Успенская церковь.

## Известные уроженцы
- Чекалин, Александр Павлович — юный партизан-разведчик